# Теория пластичности
Тео́рия пласти́чности — раздел механики сплошных сред, задачами которого является определение напряжений и перемещений в деформируемом теле за пределами упругости. Строго говоря, в теории пластичности предполагается, что напряжённое состояние зависит только от пути нагружения в пространстве деформаций и не зависят от скорости этого нагружения. Учёт скорости нагружения возможен в рамках более общей теории вязкопластичности.
Теория пластичности металлов и полимеров нашла широкое применение в машиностроении, где часто приходится рассматривать деформацию деталей и заготовок за пределами упругости, что позволяет выявить дополнительные прочностные ресурсы конструкции. В технологических процессах производства некоторых элементов конструкций предусмотрены специальные операции, позволяющие путём пластического деформирования повысить несущую способность деталей в пределах упругости. Теория пластичности грунтов и горных пород применяется в геологии, а также в проектировании сооружений.

## Исторический очерк
Первые работы по теории пластичности были выполнены в 1870-х годах А. Сен-Венаном и М. Леви, которым принадлежит создание одного из вариантов теории пластичности, а также получение основных уравнений задачи плоской деформации. В 1909 году была опубликована работа А. Хаара и Т. фон Кармана, в которой была сделана попытка вывода основных уравнений теории пластичности из вариационного принципа. В статье Р.  фон Мизеса (1913) система уравнений Сен-Венана — Леви была дополнена иным условием пластичности (которое ещё в 1904 году было также получено М. Губером). Позднее Г. Генки, Л. Прандтль и фон Мизес получили основные уравнения различных вариантов теории пластичности и задачи плоской деформации.
В 1920-х годах в ряде работ были опубликованы результаты экспериментальной проверки различных гипотез и приведены решения задач теории пластичности.
В СССР одним из создателей современной теории пластичности был Г. А. Смирнов-Аляев. Зарубежом теорией пластичности занимался, например, Удквист.

## Варианты теорий пластичности
В настоящее время известно большое число различных вариантов теорий пластичности, отличающихся выбором положенных в их основу определяющих соотношений, определяющих поведение среды.

### Деформационная теория пластичности
Деформационная теория активно развивалась академиком А. А. Ильюшиным. В рамках деформационной теории пластичности тело идеализируется как нелинейно упругое. В частности, для заданного деформированного состояния напряжённое состояние не зависит от конкретного пути нагружения в пространстве деформаций.
Достоинства теории заключаются в её простоте и возможности предсказания максимальных усилий в условиях монотонного пропорционального нагружения.
Недостатки теории заключаются в её неприменимости в случае смены знака нагружения а также в случае сложного нагружения. Теория не пригодна для описания следующих феноменов:
— эффект гистерезиса;
— локализация деформаций (в частности, шейкообразование);
— эффект Баушингера;
— остаточные напряжения;
— распружинивание.
С развитием вычислительной техники и численных методов механики сплошных сред, деформационная теория была вытеснена более совершенной теорией типа течения.

### Теории типа течения
В рамках теорий типа течения тензор деформаций разделяется на упругую и пластическую составляющие. При этом напряжения описываются однозначной функцией упругих деформаций, а приращения пластических деформаций или скоростей пластических деформаций зависят от напряжений. При формулировке определяющих соотношений существует большая свобода выбора между различными подходами.
Достоинства теории типа течения заключаются в её универсальности. Некоторые модели пластичности,
построенные в рамках этой теории, пригодны для адекватного описания следующих феноменов:
— эффект гистерезиса;
— эффект Баушингера;
— остаточные напряжения;
— распружинивание.
С помощью соответствующих моделей возможно определение момента локализации деформаций. Более того, модели этой группы допускают обобщения для учёта следующих эффектов, наблюдаемых при пластических деформациях:
— вязкость, ползучесть и релаксация;
— повреждаемость материала и усталостное разрушение;
— нагрев материала и зависимость пластических свойств от температуры;
— изменение текстуры.
В настоящее время активно ведутся работы по созданию моделей теории пластичности для металлов с памятью формы, а также модели, учитывающие изменение микроструктуры (мельчение зерна, эволюция дислокационных структур) при интенсивной пластической деформации.
Общие недостатки:
— Для калибровки моделей, учитывающих большое количество эффектов, требуется проведение многочисленных и сложных экспериментов.
— В случае больших деформаций разделение деформации на упругую и неупругую составляющие не может быть проведено однозначным образом.
На сегодняшний день подавляющее большинство моделей пластичности, предлагаемых современными коммерческими расчётными комплексами, является моделями типа течения. Эти модели хорошо сочетаются с методом конечных элементов (МКЭ), являющимся стандартом в практике инженерных расчётов на прочность.

### Теория пластичности скольжения
Начиная с 50-х годов в СССР получает развитие теория пластичности, основанная на концепции скольжения.
По мнению некоторых исследователей, эта теория имеет ряд существенных преимуществ по сравнению с «классическими» теориями пластичности. Так, экспериментальное определение поверхности текучести требует точной фиксации момента возникновения пластической деформации, что в действительности невозможно осуществить.
Поэтому при построении теории пластичности естественнее исходить не из условия пластичности (поверхности текучести), а из зависимостей между напряжениями и деформациями, которые даёт эксперимент. Такой подход, развиваемый А. А. Ильюшиным в течение трёх десятилетий, дополняется построением упрощённого механизма пластической деформации («скольжение»). В этом направлении известны работы советских академических школ В. В. Новожилова, Е. И. Шемякина, М. Я. Леонова.

## Научная периодика
Специализированным научным изданием по теории пластичности является журнал «International Journal of Plasticity».
Кроме того, прикладные вопросы формовки обсуждаются в специализированном журнале «International Journal of Material Forming».
Работы по теории пластичности, среди прочих работ по механике, публикуются в ряде российских журналов более широкой направленности:
- «Прикладная Механика и Техническая Физика»,
- «Прикладная Математика и Механика»,
- «Механика твёрдого тела».